# 巴特爾格朗德 (華盛頓州)
巴特爾格朗德（英語：Battle Ground，直譯為戰地市）位於美國華盛頓州克拉克县，美国2010年人口普查時人口為17,571人。根據華盛頓州財務管理處，2000年到2005年巴特爾格朗德的人口成長率在279個都市中排名第四。

## 資料來源
1. ↑  . United States Census Bureau.   [2012-12-19]. （原始内容存档于2012-07-14）.
2. ↑  . United States Census Bureau.   [2013-01-04]. （原始内容存档于2012-09-18）.
3. ↑  . United States Census Bureau. 2011-02-12  [2011-04-23].
4. ↑  . United States Geological Survey. 2007-10-25  [2008-01-31].
5. ↑  . American FactFinder. United States Census Bureau.   [2012年9月16日]. （原始内容存档于2011年7月21日）.
6. ↑  .   [2011-04-17]. （原始内容存档于2017-07-19）.

## 延伸閱讀
- Strong, Harry M., The Adventures of a Pioneer Judge & His Family, COLUMBIA Magazine: Winter 2002-03; Vol. 16, No. 4. https://web.archive.org/web/20080623075601/http://www.wshs.org/wshs/columbia/articles/0402-a1.htm
- Tucker, Louise M., Battle Ground . . . In and Around, 2006. http://www.battlegroundhistorybook.com/Battle_Ground..._In_and_Around/Home.html （页面存档备份，存于）

## 外部連結
- （英文） 官方網站 （页面存档备份，存于）
- （英文） 巴特爾格朗德歷史 （页面存档备份，存于） at HistoryLink
- （英文） Battle Ground Businesses and Community Groups （页面存档备份，存于）
- （英文） 巴特爾格朗德商會 （页面存档备份，存于）
- （英文） 反映者週報 （页面存档备份，存于） 巴特爾格朗德當地週報